# Obereopsis atrodiscalis
Obereopsis atrodiscalis là một loài bọ cánh cứng trong họ Cerambycidae.